# Alphomelon paramelanoscelis
Alphomelon paramelanoscelis (лат.) — вид мелких наездников-браконид рода Alphomelon из подсемейства Microgastrinae (Braconidae, Ichneumonoidea).

## Распространение
Неотропика (Бразилия, Колумбия).

## Описание
Паразитические наездники крупных для микрогастерин размеров. Основная окраска чёрная со светлыми желтоватыми отметинами. От близких таксонов отличается следующими признаками: первые три латеротергита и стерниты окрашены бледно (жёлтые или бело-желтые); ножны яйцеклада примерно такой же длины, как первый сегмент метатарзуса; птеростигма сравнительно менее вытянута (т.е. её длина ≤ 2,50× ее центральной высоты) и обычно более округлая; бледно окрашенный вид у которого метатибии обычно в основном оранжево-коричневые (только задние 0,2 темно-коричневые); птеростигма в основном оранжево-коричневая (только задние 0,2 темно-коричневые), лапки с 3—4 шипами; плечевой комплекс желтый, а тазики коричневые. Второй тергит гладкий. Паразитируют предположительно на гусеницах бабочек-толстоголовок (Hesperiidae). Яйцеклад примерно равен по длине задней голени; проподеум морщинистый; первый тергит брюшка немного длиннее своей ширины; второй тергит много шире первого и короче третьего тергита. Жгутик усика 16-члениковый. Нижнечелюстные щупики 5-члениковые, нижнегубные щупики состоят из 3 сегментов. Дыхальца первого брюшного тергита находятся на латеротергитах.